# 第40航空突撃連隊
第40航空突撃連隊「ヴィリー・ゼンガー」（ドイツ語: Luftsturmregiment 40 Willi Sänger, LStR-40）は、ドイツ民主共和国（東ドイツ）の国家人民軍地上軍が有した降下猟兵部隊である。1960年から1982年まではリューゲン島プローラに、1982年から1990年まではポツダムのレーニン演習場(Truppenübungsplatz Lehnin)に駐屯した。連隊に冠されているヴィリー・ゼンガーの称号は、パルチザンとして戦った共産党員の名から取られている。

## 概要
第40航空突撃連隊は単なる空挺部隊というよりは様々な任務に適応しうる特殊部隊の1つと見なされており、ワルシャワ条約機構軍による攻撃的戦略の一環を担っていた。また第40航空突撃連隊は国家人民軍における唯一の空挺部隊であったが、ドイツ民主共和国の公的軍事機関の中には他にもいくつかの空挺能力を有する部隊が存在した。例えば国家保安省フェリックス・ジェルジンスキー衛兵連隊に所属した一部の偵察部隊などがそれに当る。

## 任務
第40航空突撃連隊の任務はワルシャワ条約機構各国軍の空挺部隊のそれに倣ったものである。すなわち敵後方に降下してサボタージュ活動を行い、補給の遅延や士気の低下をもたらし敵の進行を足止めする事を主要な作戦方針と定めていた。またその中でも特に重視されたのが、敵が有する核兵器等の大量破壊兵器を確保・破壊する事であった。彼らの活動は大きく3種類に分ける事が出来る。

### 偵察
「偵察」(Aufklärung)に分類される活動では、敵地に潜入して敵の軍事活動を監視し、情報収集を図る。具体的には次のような活動が含まれる。
- 対象国における軍事的・経済的・社会的に重要な目標の観察。
- 対象国における爆撃機部隊・前線航空管制・砲兵隊・ミサイル部隊の待機状況及び作戦目標の調査。
- 対象国における港湾・空港・鉄道などインフラの監視とそれに基づく戦略物資の備蓄・使用状況の調査。
- 対象国における重要人物の監視及び自国内における対象国軍の活動の調査。

### コマンド活動
「コマンド活動」(Kommandoeinsätze)に分類される活動では、敵に対する奇襲攻撃・ゲリラ攻撃を遂行する。また、以後の敵守備戦力による反攻のリスクなどを考慮し、攻撃に際しても痕跡は残さぬように心がけ、可能であれば正体の露呈を避ける事とされていた。コマンド活動の遂行にあたっては最悪の事態を想定した上で、痕跡の偽装及び隊員の帰還は前提条件とされていた。
活動に際しては次の様な要因が特に警戒・重要視された
- 核兵器運搬手段及び発射システム、核弾頭の閉鎖状況。
- 敵主要部隊の監視に基づき推定される自軍への攻撃計画、または想定されうる総合的な戦争計画。
- 連邦空軍航空指揮統制システム(FüWES Lw)など電子戦システムの状況。
- 大規模な兵器システムの状況(偵察システム、大量破壊化学兵器、生物兵器など)。
- 橋梁、ダム、発電所、放送局、港湾施設、飛行場、高速道路などインフラの位置及び状況。
- 作戦上重要な物資が集積される箇所(弾薬・燃料の集積所など)。
- 戦線後方に存在する敵の重要人物あるいはグループ。
- 後背地における敵軍の排除または確保。

### 各種特殊任務
さらに第40航空突撃連隊は次のような特殊作戦にも従事するものとされた。
- 軍事的・政治的・経済的に重要な人物に対する調査・監視。必要がある場合はこれの誘拐ならびに殺害。
- 敵の後背地からのワルシャワ条約機構における重要人物の奪還。
- 敵の軍事・行政・経済に関する重要施設への潜入。
- 敵の後背地におけるサボタージュ活動。これは宣戦布告以前にも行われる。

1960年初頭、最初の降下猟兵部隊である降下猟兵大隊(Fallschirmjägerbataillon)はソ連式軍事ドクトリンの元で編成され、その後も何度かの再編成と改名を繰り返した。1980年代半ばからは連隊規模に拡大されたが、設立当初より採用されていた小部隊編成を重視する活動隊戦術(Einsatzgruppentaktik)などのドクトリンは引き続き維持された。

## 組織

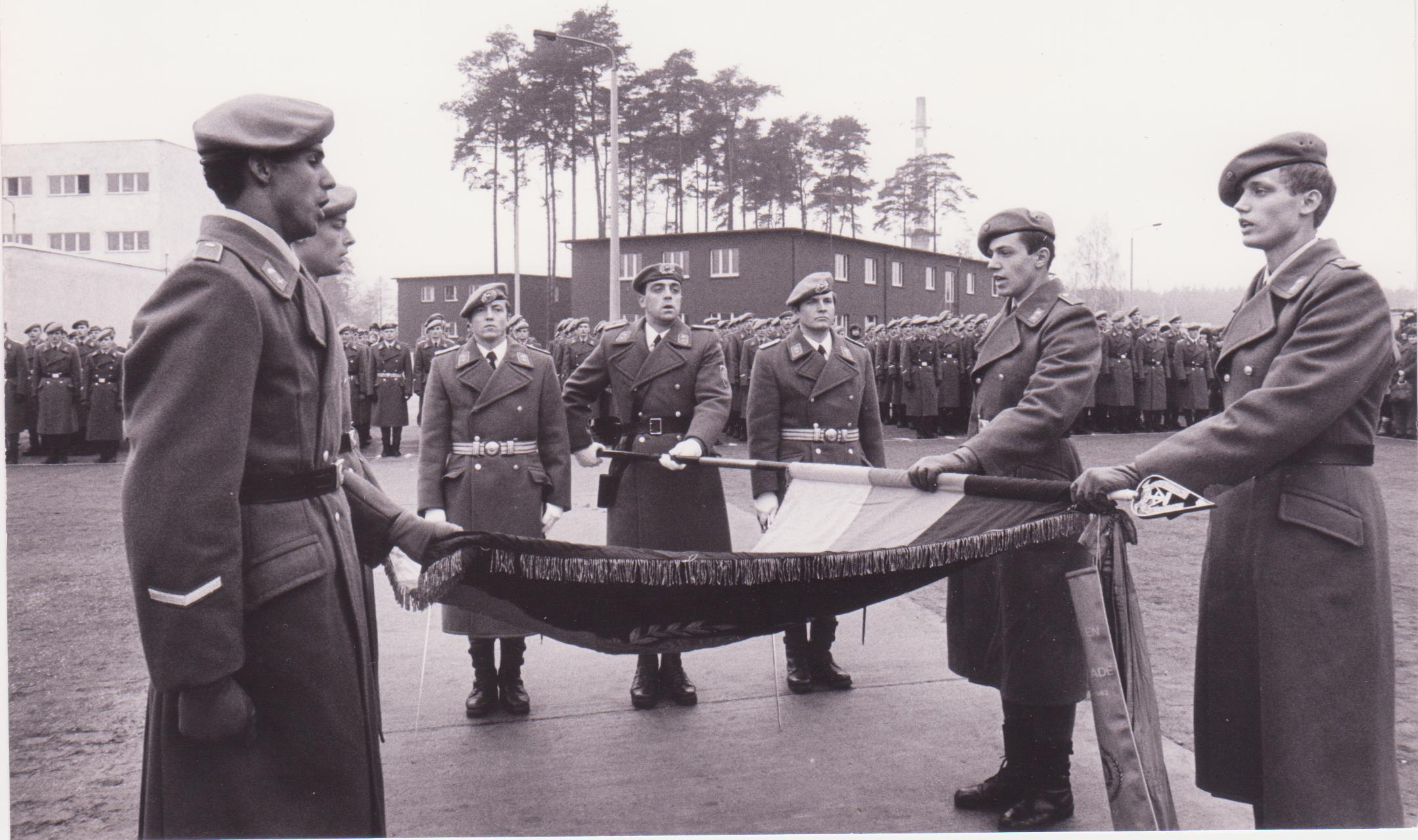
忠誠宣誓を行う降下猟兵

当初は地上軍の標準的な軽歩兵大隊と同様の編成を取っており、中隊などの下級編成が含まれた。その後、他国の空挺部隊編成からの影響を受けつつ、徐々に小規模戦闘団による戦闘を意識した編成に移っていき、5人から12人の小隊編成が行われるようになる。これは国家人民軍が採用していた活動隊戦術(Einsatzgruppentaktik)の概念に従った編成である。この概念においては活動隊と呼ばれる複数の小規模戦闘団同士が協同する事で任務を達成するものとされており、必要とされる場合に降下猟兵として空挺作戦を遂行しうる事が求められた。ヘリコプターや輸送機が不足していたこともあり、国家人民軍における活動隊戦術は長らく限定的にしか実現されず、降下猟兵大隊は空挺作戦以外にも様々な任務に従事する特殊部隊として運用された。その為、訓練において特に重要視されていたのが体力練成や白兵戦、そして様々な銃器の射撃訓練である。無線士や狙撃手、水中工作員など特殊兵科要員の育成も行われた。降下訓練は1年あたり10回から15回行われた。多くの隊員は無線技士、発破工作員、山岳兵、スキー兵などの資格を有していた。これらの能力が維持されているかどうか、半年ごとに地上軍司令部による評価を受ける事が定められていた。
空挺部隊としての能力を向上させるべく、隊員には通常の地上軍訓練課程に加えて複数の専門課程が義務付けられていた。少なくとも3年以内に1つの課程を修了することとされており、大抵の隊員は2つないし3つを修了した。
- 自動車及び装甲車輌技術士教育課程(Kfz- und panzertechnischer Lehrgang
- 狙撃手教育課程(Scharfschützenlehrgang)
- 戦術教育教育課程(Taktiklehrgang)
- 白兵戦専門教育課程(Nahkampflehrgang für Spezialisten) - 通常訓練課程の拡張。
- 医療研修教育課程(Sanitätslehrgang) - 通常訓練課程の拡張。
- NATO軍に対する偵察及び特殊作戦の教育課程(Lehrgang zur Aufklärung und Spezialtaktik der NATO-Streitkräfte)

ソ連式航空突撃戦術を取り入れた後も、行動隊戦術の思想は一部に残されていた。また新戦術の導入に従い航空輸送戦力も増強され、降下猟兵大隊はいずれの戦術の元でも任務にも従事することが可能となったのである。
1972年、降下猟兵大隊は第5軍管区に配置されたが、すぐに地上軍司令部直属戦力となっている。この際に第40航空突撃連隊(LStR-40)と改名された。またコードネームは「はんだ」(Lötzinn)であった。空挺部隊の訓練施設としてマクデブルク近郊に設置された第40降下猟兵訓練所(Fallschirmjägerausbildungsbasis 40, FJABas-40)も、部隊と共に何度か名称が変更されている。訓練施設のコードネームは「フキタンポポ」(Huflattich)であった。

## 装備
国家人民軍の空挺部隊では、全期間を通じて軽量な火器が求められており、様々な火器の調達を行なっている。また制服は他の地上軍部隊と多少異なっていた。

### 火器
当初、空挺部隊の標準火器は7.62x39mm弾を使用するMPi-KMS-72突撃銃であった。これはソ連製AKMS突撃銃に改良を加えた上で国産化したもので、60年代前半に導入された。1985年からは5.45x39mm弾を使用するMPi-AKS-74N突撃銃（AKS-74Uの東独製改良型）に更新され、これに合わせて7.62x39mm弾を使用するRPK機関銃は5.45x39mm弾を使用するK-500機関銃（RPK-74機関銃に相当する東独製機関銃）に更新された。1個降下猟兵小隊には2つの対戦車弾(RPG-2、後にRPG-7DやRPG-18など)と1つの機関銃（RPDなど）が配備されていた。またF-1やRGD-5などの手榴弾やコンバットナイフなどの短剣も各兵員が装備した。それ以外にも他のワルシャワ条約機構各国軍と同様、マカロフ拳銃などのソ連製兵器が多く配備された。またドラグノフ狙撃銃などが特別任務の為に配備される事もあった。1985年以降、MPi-AKS-74Nに狙撃用照準器を取り付けたものが使用された例も知られる。
第5自動車化狙撃兵大隊(Mot-Schützenbataillon 5, MSB 5)や第5降下猟兵大隊(Fallschirmjägerbataillon 5, FJB5)と呼ばれていた編成当初や1986年の再編以降は重支援火器の配備が行われていた。ここにはM-43迫撃砲(82mm)や、RG-82無反動砲(82mm)、RG-107無反動砲(107mm)、メティス対戦車誘導弾やファゴット対戦車誘導弾などが含まれる。無反動砲では成形炸薬弾や榴弾などが使用されていた他、SPG-9D対戦車無反動砲(73mm)なども少数保有していた。これらの一部はUAZ-469などの車輌に搭載された。その他、携帯対空誘導弾のストレラ2が防空装備として使用され、任務によってはTNTやセムテックスなどの爆発物も各種信管と共に使用された。

### 車輌・航空機
車輌類は他の地上軍部隊と同様のものが配備されていた。一方、航空輸送力の慢性的な不足は国家人民軍編成時からの問題だったが、それでも第40航空突撃連隊での運用を見越して航空軍には可能な限りの供給が行われていた。主にソ連製のIl-14、An-8、An-12、An-26、An-2などの輸送機やMi-4及びMi-8のような輸送ヘリコプターが使用されていた。また降下猟兵150名を搭載しうるAn-22は国家人民軍が有した最大の輸送機であった。これに加えて、訓練ではしばしばドレスデンの第24輸送航空隊(Transportfliegerstaffel 24, TS 24)所属のAn-26が使用された。

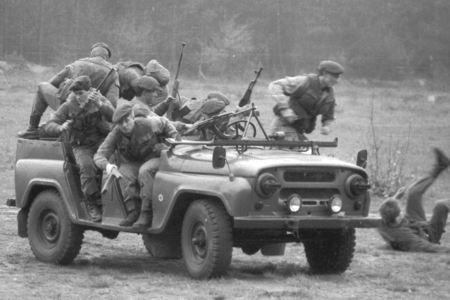
UAZ-469と降下猟兵
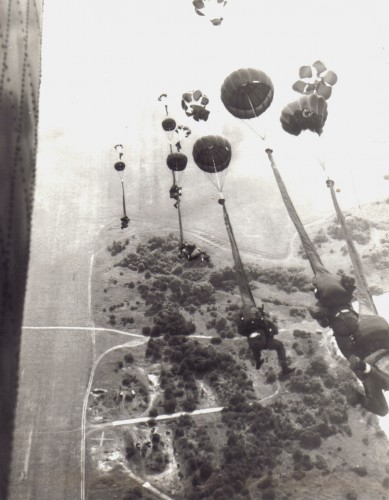
An-8輸送機から飛び降りる降下猟兵

### 制服・野戦服

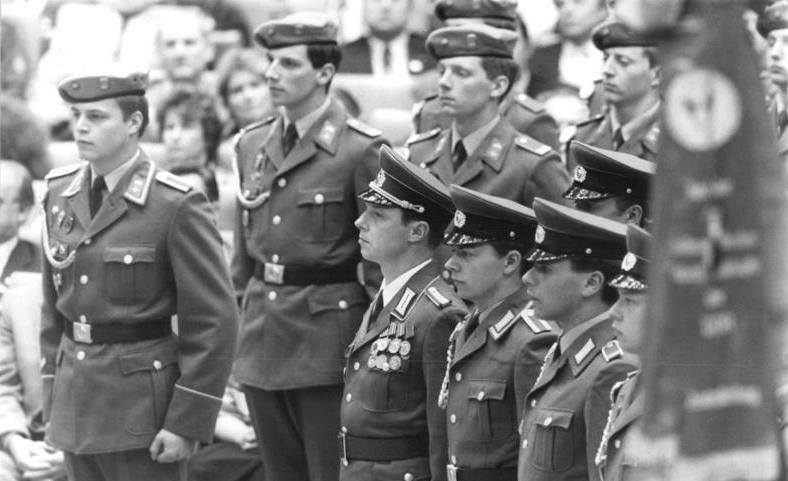
第11回SED党大会に出席した降下猟兵ら（奥のベレー帽を被った一団。手前は国境警備隊の兵士。1986年4月20日）

降下猟兵は基本的に地上軍の制服及び戦闘服を着用していたが、青灰色の迷彩を施した野戦偵察用の戦闘服や編上靴(Schnürschuhe)、革製の鉄帽覆など専用装備も支給された。1964年には降下猟兵に独自の制服が制定され、落下傘の襟章や橙色の兵科色が与えられた。また1969年にはベレー帽が制帽として採用された。
降下猟兵は5回、10回、25回、30回、35回、40回、50回、75回、100回、150回の降下時に1つずつ降下猟兵記章(Fallschirmsprungabzeichen)が与えられ、その後も50回ごとに新たな記章が与えられた。
1972年、国防大臣命令に基づき服飾規定が改定されると装備の一部が他の地上軍部隊と統合される。新たに制定された汎用戦闘服は、上着、ズボン、戦闘ベスト、レインジャケットの4つから成り、レインドロップ迷彩の通称で知られるEin-Strich-kein-Strichパターンの迷彩が施されていた。

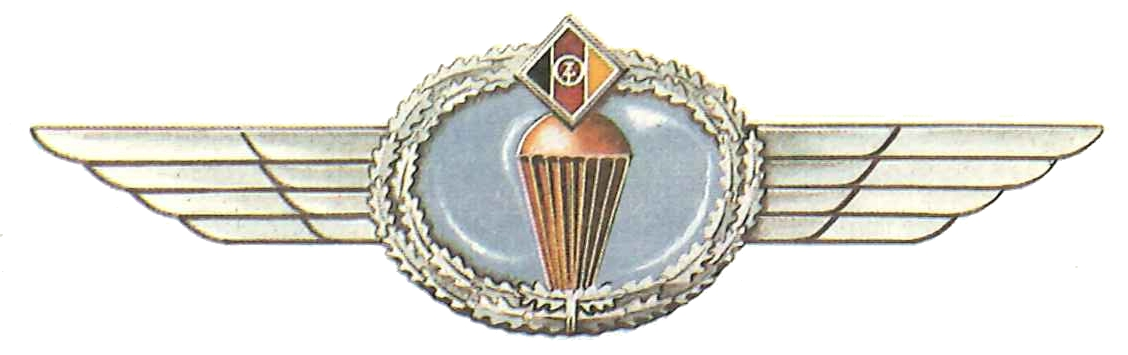
降下猟兵用の兵科章(Dienstlaufbahnabzeichen)
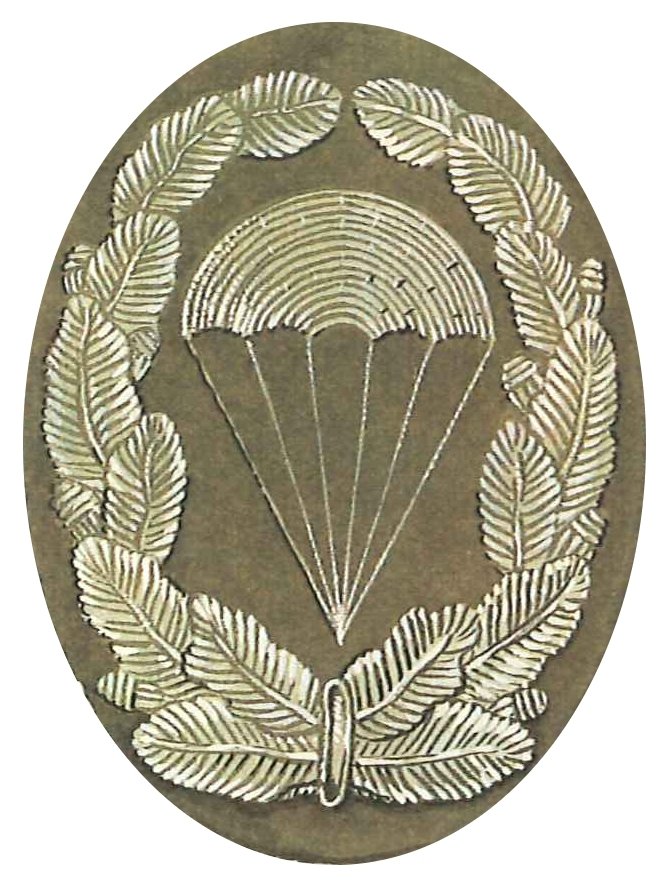
初期に使用されていた兵科章。
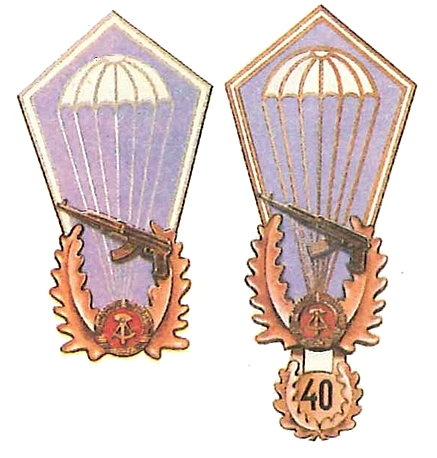
降下猟兵記章。左は1967年～1973年のデザイン。右は1973年～1990年のデザイン。
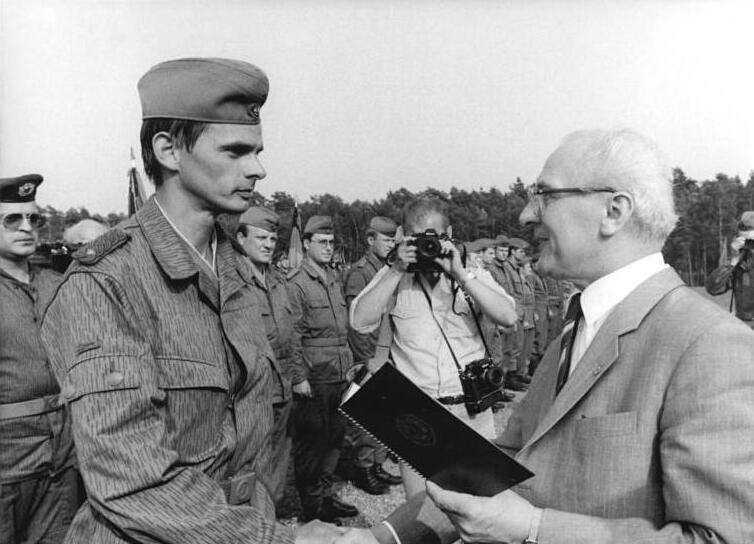
ホーネッカー議長と握手する降下猟兵がレインドロップ迷彩の戦闘服を着用している。この戦闘服は後に地上軍の汎用戦闘服として採用された。
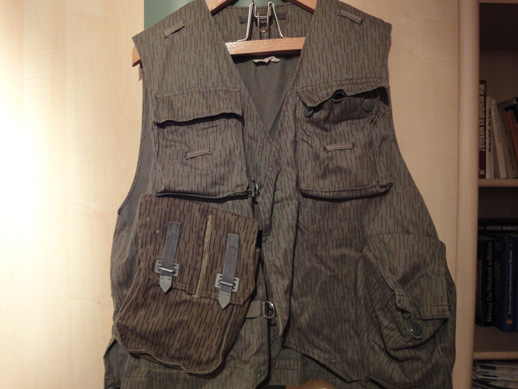
弾倉等を収めるための降下猟兵用戦闘ベスト。
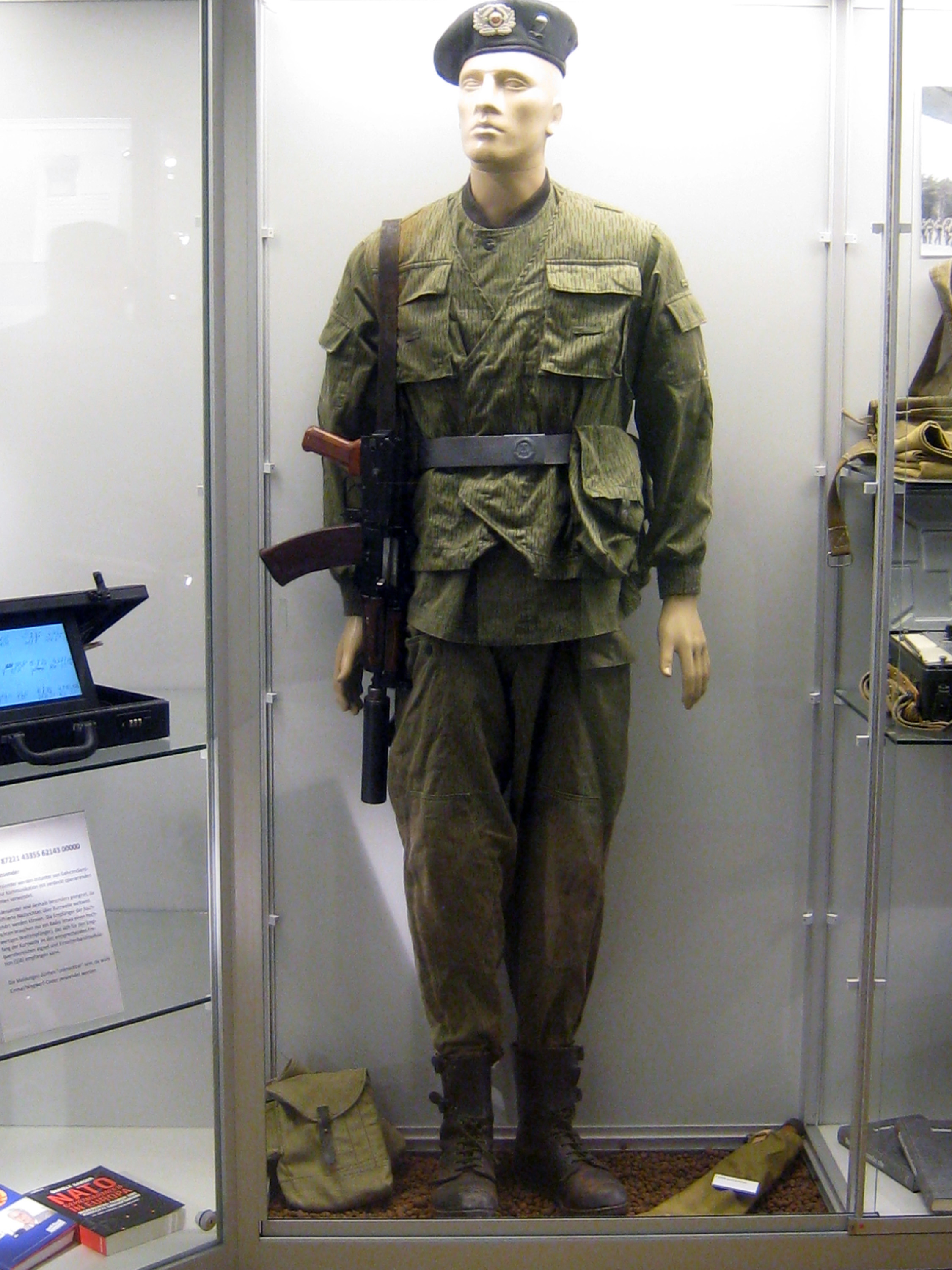
降下猟兵の装備を再現したマネキン。

## 歴史

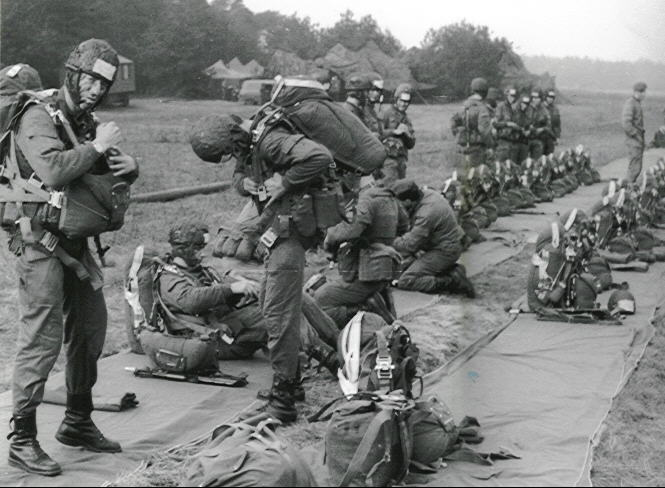
降下準備を行う降下猟兵

ドイツ民主共和国における降下猟兵部隊の編成には第二次世界大戦を生き抜いた旧軍の降下猟兵が関与しており、大戦で得た降下作戦に関する様々な戦訓が活かされた。また1952年にはスポーツ技術協会(Gesellschaft für Sport und Technik, GST)によって落下傘降下に関する軍事教練が実行されている。すなわち、1956年の国家人民軍設立の段階で既に経験を積んだ降下猟兵が存在していたのである。彼らによって編成された部隊は創成期の国家人民軍にて唯一の有力な偵察部隊として活動していた。

### 部隊名の変遷
| No. | 部隊名                                                 | 期間            |                     |
| --- | ------------------------------------------------------ | --------------- | ------------------- |
| 1.  | 第5自動車化狙撃兵大隊(Mot.-Schützenbataillon 5, MSB-5) | 1960年3月1日～  | 第5軍管区司令部直属 |
| 2.  | 第5降下猟兵大隊(Fallschirmjägerbataillon 5, FJB-5)     | 1962年2月28日～ |                     |
| 3.  | 第2降下猟兵大隊(Fallschirmjägerbataillon 2, FJB-2)     | 1972年12月1日～ |                     |
| 4.  | 第40降下猟兵大隊(Fallschirmjägerbataillon 40, FJB-40)  | 1972年11月8日～ | 地上軍司令部直属    |
| 5.  | 第40航空突撃連隊(Luftsturmregiment 40, LStR-40)        | 1986年12月1日～ | 連隊規模に拡大      |

### 1960年～1972年
1950年代後半、国家人民軍を含むワルシャワ条約機構各国軍は空挺部隊の編成に着手し始めていた。これはソ連当局の意向によるところが大きかったが、一方でドイツ連邦軍（西ドイツ軍）が1955年に設立され、航空部隊及び降下猟兵部隊の編成に着手していた事も関係している。
1960年3月1日、第5自動車化狙撃兵大隊(Motorisierte Schützenbataillon 5, MSB-5)がリューゲン島プローラにて設置された。同大隊の任務は空挺部隊設置の準備を整える事であり、少なくとも降下猟兵を連隊規模、すなわち300人程度まで確保する事が必要とされていた。兵舎にはナチス・ドイツ時代に歓喜力行団(KdF)が建設した巨大ホテルが流用され、多くの訓練は秘密裏に行われていた。
1961年9月、Il-14輸送機を始めとする各種のソ連製空挺機材一式がリューゲン島に届く。この時点での兵力は80人で、これによって2個中隊が編成されていた。また中隊は3個小隊、小隊は3個分隊で構成されていた。
1962年2月15日、第5降下猟兵大隊(Fallschirmjägerbataillon 5, FJB-5)と改名される。この部隊は国家人民軍及び国防省に直属し、いずれの軍種からも独立した部隊として扱われた。同年中からワルシャワ条約機構の合同演習への参加を開始し、翌年には灰色のベレー帽など独自の制服を採用することが認められた。なお、1969年以降、ベレーの色は赤色に改められた。

### 1972年～1986年

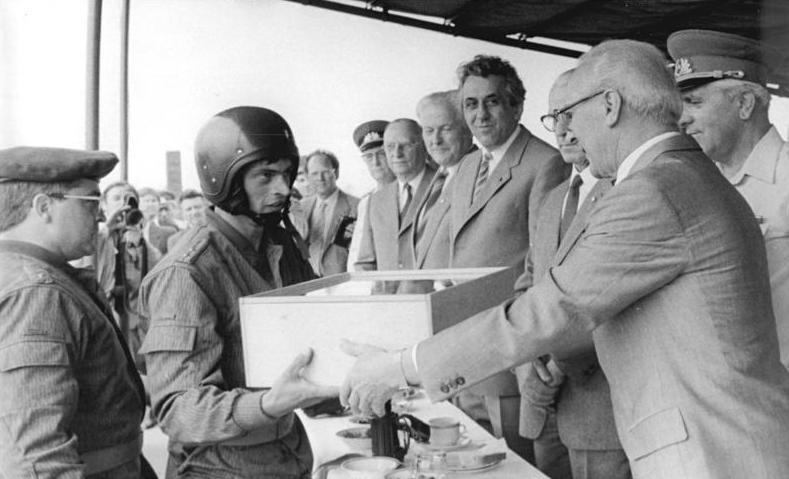
1984年、部隊訪問の折に記念品を手渡すホーネッカー議長

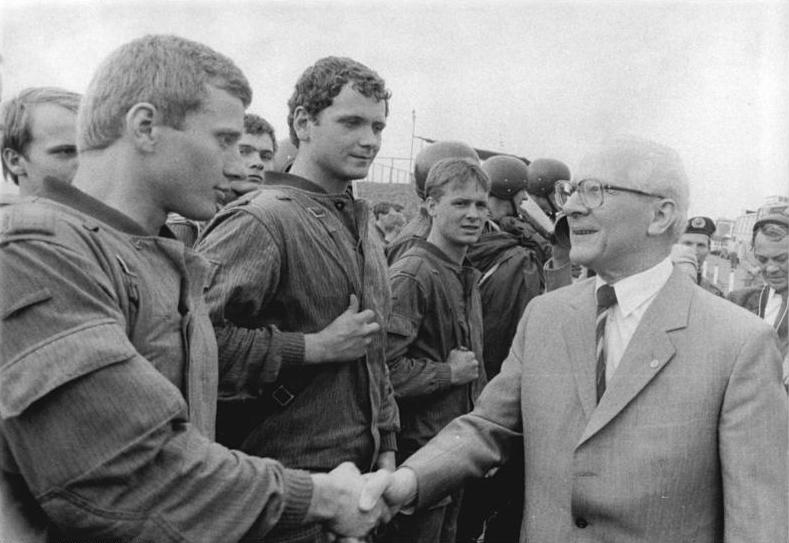
降下猟兵と握手するホーネッカー議長

1970年代初頭まで、部隊は第5軍管区に所属した。1971年12月1日には部隊名が第2降下猟兵大隊(Fallschirmjägerbataillon 2, FJB-2)となる。また1972年11月8日には第40降下猟兵大隊(Fallschirmjägerbataillon 40, FJB-40)に改名され、12月1日以降は新設の地上軍司令部によって直接運用された。国家人民軍地上軍において40という部隊番号は地上軍司令部付を意味し、また部隊番号40が付された各部隊はいかなる場合においても他の下級司令部の指揮下に移らず、地上軍司令部によって直接運用されるものとされた。戦時及び特別の命令が下された場合、ワルシャワ条約機構各国軍は戦力の統合を図ることとされており、第40降下猟兵大隊はベルリンを中心に展開するものとされていた。
地上軍は部隊を大きく第3軍管区と第5軍管区に分けており、当初はこれら軍管区ごとに降下猟兵大隊が編成される予定だった。しかし計画上の失敗から、いずれの軍管区の要請にも対応しうる中央部隊として司令部直属に1個の降下猟兵大隊だけが設けられたのである。当時の調査から2個大隊に相当する人的資源の確保は不可能と見なされていたが、1970年代には部隊の拡張が決定された。これに従って新たな訓練専門部隊の編成が行われ、予備役兵及び下士官の訓練が行われた。この隊は水中爆破員小隊(Sprengtaucherzug)と呼ばれていたが、後に偵察小隊(Aufklärungszug)と改名された。1978年末、ドイツ民主共和国北部は大雪害に襲われた。第40降下猟兵大隊はこれを救援するべく出動し、降下猟兵らはヘリコプターとスキーを駆使して孤立した集落や農場に食料及び物資を送り届けた。
1980年12月以降、第40降下猟兵大隊はベルリン・シュトラウスベルクに駐屯地を移し、国防大臣を筆頭とした国防省高官や高級将校らの居住区の護衛の任についた。ここに暮らしていた著名な高級将校としてはフリッツ・シュトレーレッツ、ヴォルフガング・ラインホルトなどが知られる。以前から警護を担っていたフーゴー・エーバーライン衛兵連隊は、第40降下猟兵大隊と交代する形で任務を離れた。この配置転換は当時の国防大臣カール＝ハインツ・ホフマン将軍によって行われた。ホフマンは党幹部の居住区であるヴァンドリッツ地区から離れて暮らす政治局メンバーの1人であり、自身が個人的に信頼出来る部隊によって護衛されることを望み降下猟兵を呼び寄せたのだとされている。
この任務を与えられた後、部隊は増員されると共に新たに中隊編成が行われた。当時は1個降下猟兵中隊を4個降下猟兵小隊によって構成していた。しかし1983年になると降下猟兵たる任務と国防省高官の護衛を両立する事は不可能と判断され、護衛任務は再び衛兵連隊に引き継がれた。ただし、その後も8週間ごとに2週間の特別警護(Sonderwache)の任務を受けてシュトラウスベルクに派遣された。特別警護任務における1回あたりの勤務時間は48時間とされており、それ以外の時間はシュトラウスベルク近郊に設置された施設における訓練に費された。
1981年、第40降下猟兵大隊はポツダムのレーニン演習場に駐屯地を移す。この施設は国家人民軍が有した演習場のうち、最先端の設備を有するものであった。同演習場は降下猟兵らの要望を取り入れ、リューゲン島よりも整備された市街戦訓練施設やヘリポートを備えていた。ただし兵舎の完成は遅れ、部隊の移動後も1年間は防空壕を臨時の兵舎として使用していた。

### 1986年～1991年
1980年代後半、ミハイル・ゴルバチョフがソ連邦共産党書記長に就任して権力を掌握する。ゴルバチョフの提唱したペレストロイカはワルシャワ条約機構各国軍の軍事政策にも影響を及ぼし、ソ連軍の配置及び任務も徐々に防御重視のものに移り始めた。例えば爆撃機部隊の任務も、空爆そのものより情報収集に重点が置かれるようになったのである。ドイツ民主共和国もまた国家人民軍の改革に着手し、この中で降下猟兵の任務も変化していく。1986年12月1日、第40航空突撃連隊(Luftsturmregiment 40, LStR-40)に改名される。
1989年秋の月曜デモでは、第40航空突撃連隊に対して最初にして最後の公的な実戦出動命令が発令されている。当時既に影響力を喪失していたSED当局にとって、降下猟兵は国家人民軍の中でも特に政治的信頼性に足る部隊の1つであり、党政府及び軍の施設をデモ隊から護衛する任務を与えられたのである。デモが行われる数日前、数百名の降下猟兵がライプツィヒに派遣され人民警察及び国家保安省テロ対策部門などと合同で訓練を行っていたとされる 。
1989年12月、国家人民軍を始めとするドイツ民主共和国が有する全ての軍事組織の解体が始まった。多くの将兵はこれを西側による侮辱と捉え、実際に解体が行われる前に自ら職を辞した。第40航空突撃連隊でもおよそ半数の降下猟兵が部隊を去ったが、その後も連隊の維持は続けられた。1990年1月31日、2人の元降下猟兵がイーザーローンに駐屯する連邦陸軍第271降下猟兵大隊(Fallschirmjägerbataillon 271)にて採用される。翌月以降はより多くの元降下猟兵が教官や顧問としてドイツ連邦共和国を始めとする各国の軍・警察組織で採用され始めた。
1990年9月、最後の降下訓練が行われる。10月3日、ドイツ民主共和国が崩壊し、国家人民軍も完全に連邦軍へ統合される。訓練中だった新兵など最後まで残されていた100名の隊員は全員が連邦陸軍に残留した。これらの隊員によって東部司令部配下に新たな空挺部隊が編成される予定だったが、この計画は中止され、隊員らは他の陸軍部隊に分散して配属された。